# Bitwa pod Tassafarongą
Bitwa pod Tassafarongą – stoczona 30 listopada 1942 roku w pobliżu przylądka Tassafaronga na północnym brzegu Guadalcanalu, ostatnia z serii bitew morskich kampanii na Wyspach Salomona.
Do bitwy doszło, gdy grupa czterech amerykańskich krążowników ciężkich, jednego krążownika lekkiego oraz sześciu niszczycieli odnalazła w cieśninie Ironbottom Sound eskadrę ośmiu japońskich niszczycieli usiłujących dostarczyć zaopatrzenie dla japońskich wojsk na Guadalcanalu. Pomimo elementu zaskoczenia i przewagi wynikającej z korzystania z radaru z powodu taktycznego błędu dowodzącego zespołem kadm. Carletona Wrighta bitwa zakończyła się klęską United States Navy. Zatopiony został amerykański ciężki krążownik USS „Northampton” (CA-26), a ciężko uszkodzone zostały krążowniki USS „Minneapolis”, „New Orleans” i „Pensacola”. Japońskie zwycięstwo zostało okupione utratą niszczyciela „Takanami”.
Dla United States Navy bitwa pod Tassafarongą była trzecią pod względem wielkości klęską II wojny światowej na Pacyfiku, po japońskim ataku na Pearl Harbor i bitwie pod Savo, oraz drugą pod względem wielkości w trakcie kampanii na Salomonach.

## Geneza
Dwa tygodnie po pierwszej i drugiej bitwie pod Guadalcanalem oraz stracie dwóch krążowników liniowych typu Kongo japońska sytuacja na Wyspach Salomona była niezwykle trudna. Oddziały japońskiej 17. Armii na Guadalcanalu cierpiały na braki w zaopatrzeniu, prowadzące nie tylko do braków uzupełnień, lecz nawet do głodu wśród żołnierzy. Sytuację tę pogarszała utrata wielu statków transportowych usiłujących dostarczyć zaopatrzenie dla japońskich wojsk na wyspie. Tylko w połowie listopada, w czasie dwóch bitew pod Guadalcanalem, dowodzący japońskimi wysiłkami zaopatrzeniowymi kontradmirał Raizō Tanaka stracił 11 statków zaopatrzeniowych w ciągu trzech dni. Z czterech statków, które zdecydował się wyrzucić na brzeg, dostarczonych zostało 2000 żołnierzy, 360 skrzyń amunicji dla dział polowych i 1500 worków ryżu, podczas gdy dziennie na Guadalcanalu średnio od 40 do 50 japońskich żołnierzy umierało z przyczyn bojowych, trzykrotnie zaś tyle od chorób i z głodu.
Marynarka japońska wdrożyła więc system dostaw zaopatrzenia wyspy, nazwany przez aliantów „Tokyo Express”, za pomocą okrętów podwodnych, z których każdy dostarczał do Kamimbo na Guadalcanalu od 20 do 30 ton zaopatrzenia. Opracowano też sposób zaopatrzenia za pomocą szybkich niszczycieli, które po zbliżeniu się do wyspy zrzucać miały w pobliżu plaży przygotowane zawczasu beczki wypełnione żywnością, materiałami medycznymi, bronią i amunicją. Wyczyszczone uprzednio i wypełnione beczki łączone były linami i mocowane do relingów na pokładach niszczycieli, od 200 do 240 beczek na okręt, po czym zrzucane z nich do wody po zbliżeniu się do brzegu Guadalcanalu. Tam miały być wydobywane na brzeg przez żołnierzy na niewielkich łodziach. Ten system dostaw był bardzo nieefektywny, jednak marynarka i armia japońska nie dysponowały już w tym czasie innymi możliwościami dostaw na Guadalcanal, Japonia nie mogła bowiem pozwolić sobie na dalsze straty w dotychczasowym tempie w żywotnie ważnej flocie transportowej. Cesarska marynarka zakładała jednak, że zaopatrzenie za pomocą niszczycieli wymaga jedynie 20 rajdów na wyspę miesięcznie dla zaopatrzenia 20 000 żołnierzy.

## Plany operacyjne stron
Kierujący zaopatrzeniem Guadalcanalu kadm. Tanaka zaplanował pięć tur transportowych niszczycieli, zaczynając od nocy 29 listopada 1942 roku. Celem uniknięcia ataków ze strony bazujących na Henderson Field samolotów „Cactus Air Force” wszystkie tury transportowe wyznaczone zostały na godziny nocne. Do pierwszej operacji tego typu Tanaka wyznaczył dwa niszczyciele 31. dywizjonu niszczycieli w roli eskorty oraz sześć niszczycieli 15. dywizjonu w roli transportowej. Przesunął jednak jeden z niszczycieli 31 dywizjonu – „Makinami” – do roli transportowej pod komendę dowódcy 15 dywizjonu niszczycieli. Celem zmniejszenia wagi przy wysoko podniesionym przez umieszczone na pokładach beczki środku ciężkości z „niszczycieli transportowych” usunięto zapas torped, pozostawiając na tych okrętach jedynie torpedy w aparatach torpedowych. Wszystkie niszczyciele transportowe zrzucić miały swoje beczki u ujścia rzeki Umasani, na północny zachód od przylądka Tassafaronga.
| Siły japońskie                                          | Siły japońskie                                          | Siły amerykańskie                                   | Siły amerykańskie                                   |
| ------------------------------------------------------- | ------------------------------------------------------- | --------------------------------------------------- | --------------------------------------------------- |
| 2. eskadra niszczycieli kadm. Raizō Tanaka („Naganami”) | 2. eskadra niszczycieli kadm. Raizō Tanaka („Naganami”) | Task Force 67 kadm. Carleton Wright („Minneapolis”) | Task Force 67 kadm. Carleton Wright („Minneapolis”) |
| 31. dywizjon niszczycieli (eskorta)                     | „Takanami”                                              | Task Group 67.2.4 (niszczyciele)                    | USS „Fletcher” (DD-445)                             |
| 31. dywizjon niszczycieli (eskorta)                     | „Naganami”                                              | Task Group 67.2.4 (niszczyciele)                    | USS „Drayton” (DD-366)                              |
| 15. dywizjon niszczycieli (I grupa transportowa)        | „Makinami”                                              | Task Group 67.2.4 (niszczyciele)                    | USS „Maury” (DD-401)                                |
| 15. dywizjon niszczycieli (I grupa transportowa)        | „Oyashio”                                               | Task Group 67.2.4 (niszczyciele)                    | USS „Perkins” (DD-377)                              |
| 15. dywizjon niszczycieli (I grupa transportowa)        | „Kuroshio”                                              | Task Group 67.2.2 (krążowniki ciężkie)              | USS „Minneapolis” (CA-36)                           |
| 15. dywizjon niszczycieli (I grupa transportowa)        | „Kagerō”                                                | Task Group 67.2.2 (krążowniki ciężkie)              | USS „New Orleans” (CA-32)                           |
| 24. dywizjon niszczycieli (II grupa transportowa)       | „Kawakaze”                                              | Task Group 67.2.2 (krążowniki ciężkie)              | USS „Pensacola” (CA-24)                             |
| 24. dywizjon niszczycieli (II grupa transportowa)       | „Suzukaze”                                              | Task Group 67.2.3                                   | USS „Honolulu” (CL-48)                              |
|                                                         |                                                         | Task Group 67.2.3                                   | USS „Northampton” (CA-26)                           |
| 9. dywizjon niszczycieli                                | USS „Lamson” (DD-367)                                   |                                                     |                                                     |
| 9. dywizjon niszczycieli                                | USS „Lardner” (DD-487)                                  |                                                     |                                                     |

W tym samym czasie dowodzący od 18 października teatrem południowego Pacyfiku wiceadmirał William Halsey zdecydowany był w jak największym stopniu uniemożliwić Japończykom zaopatrzenie broniącego się już na tym etapie kampanii japońskiego ugrupowania na Guadalcanalu. Dowodzący więc krążownikami w regionie kadm. Thomas Kinkaid otrzymał od Halseya rozkaz utworzenia nowej grupy okrętów nawodnych, oznaczonej jako Task Force 67 (TF67), złożonej z nowo przybyłych na południowy Pacyfik okrętów oraz kilku krążowników pełniących dotąd zadania eskortowe dla lotniskowców.

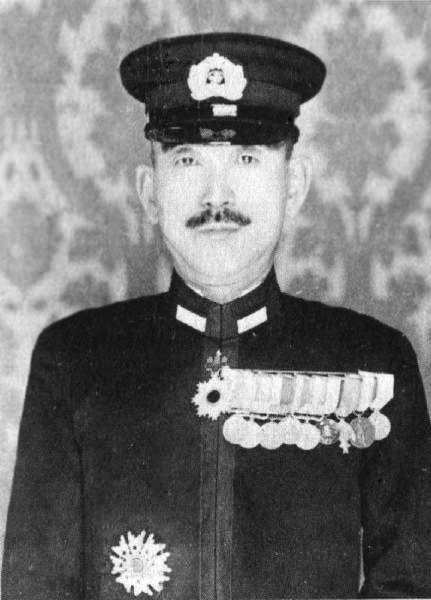
Kadm. Raizō Tanaka

Tworząc nową grupę okrętów, Kinkaid wykorzystał doświadczenia z dotychczasowych starć wokół Salomonów, w tym celu podzielił Task Force 67 na grupę niszczycieli oraz dwie grupy uwolnionych od służby eskortowej lotniskowców krążowników, z których każda prowadzona była przez okręt wyposażony w radar typu SG. Tworzące Task Group 67.2.4 niszczyciele płynąć miały w odległości 10 000 jardów (9144 metry) przed krążownikami celem wykorzystania przewagi zapewnianej przez rozpoznanie radiolokacyjne i wykonania ataków torpedowych z zaskoczenia. Zanim jednak Kinkaid wdrożył swój plan, niemający do niego zaufania i nieceniący go dowódca US Navy adm. Ernest King pozbawił go dowództwa i 28 listopada przeniósł go na północny Pacyfik.
Wobec przeniesienia Kinkaida dowództwo nowej grupy zadaniowej otrzymał niemający doświadczenia bojowego kadm. Carleton Wright. Ten jednak po dyskusji z podlegającymi mu dowódcami okrętów utrzymał w mocy plan Kinkaida. Żaden jednak z dowódców czterech krążowników ciężkich nie uczestniczył w poprzednich bitwach nawodnych, poczynając od Savo, toteż żaden z nich nie miał doświadczenia bojowego – w bitwach nocnych w szczególności. Również dowodzący całym Task Force 67 Carleton Wright nie uczestniczył dotąd w żadnej bitwie nocnej, nie realizował też nigdy planu taktycznego zbliżonego do właśnie opracowanego.

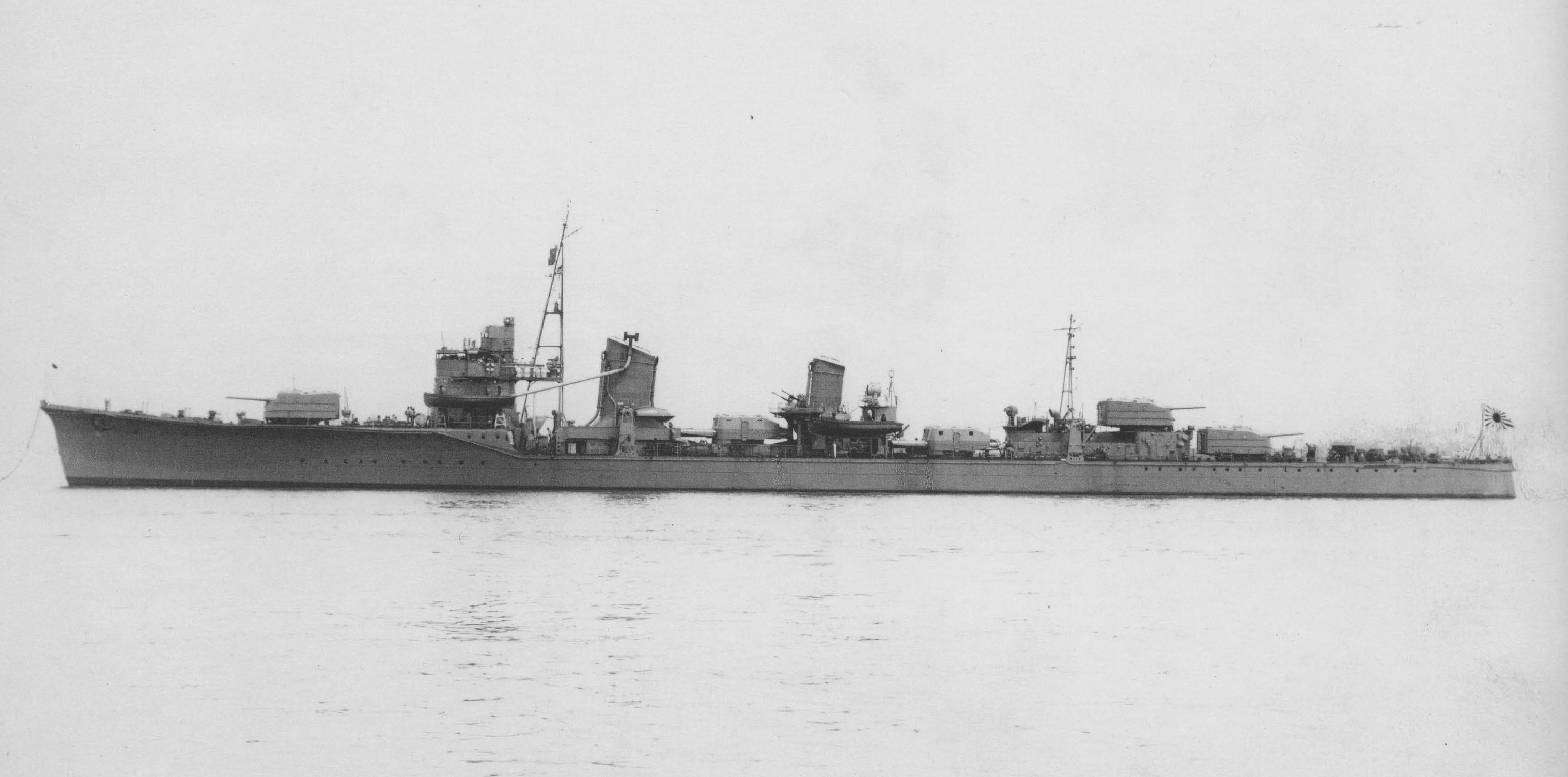
Flagowy niszczyciel kadm. Tanaki „Naganami”

Tymczasem amerykański wywiad oraz samoloty rozpoznawcze śledziły ruchy okrętów w portach w Rabaul, w Buin na Nowej Gwinei, oraz na wyspach Shortland, gdzie wzmożony ruch w ostatnim tygodniu miesiąca znamionował przygotowania do kolejnej próby dostawy na Guadalcanal. Wkrótce po objęciu dowództwa TF67 przez Wrighta Halsey wydał mu rozkaz jak najszybszego wypłynięcia celem dotarcia w okolice przylądka Tassafaronga nie później niż o godzinie 23:00 30 listopada i przechwycenia tam „japońskiego zgrupowania złożonego z ośmiu niszczycieli i sześciu transportowców”. Bez wątpienia najważniejszym źródłem informacji Halseya była przechwycona 29 listopada japońska depesza informująca 17. Armię na Guadalcanalu o rejsie okrętów Tanaki.
|                         | Działa | Działa | Działa | Wyrzutnie torpedowe | Wyrzutnie torpedowe |
| 203 mm                  | 152 mm | 127 mm | 533 mm | 610 mm              |                     |
| ----------------------- | ------ | ------ | ------ | ------------------- | ------------------- |
| Task Force 67           | 37     | 15     | 68     | 67                  | –                   |
| 2. eskadra niszczycieli | –      | –      | 46     | –                   | 64                  |

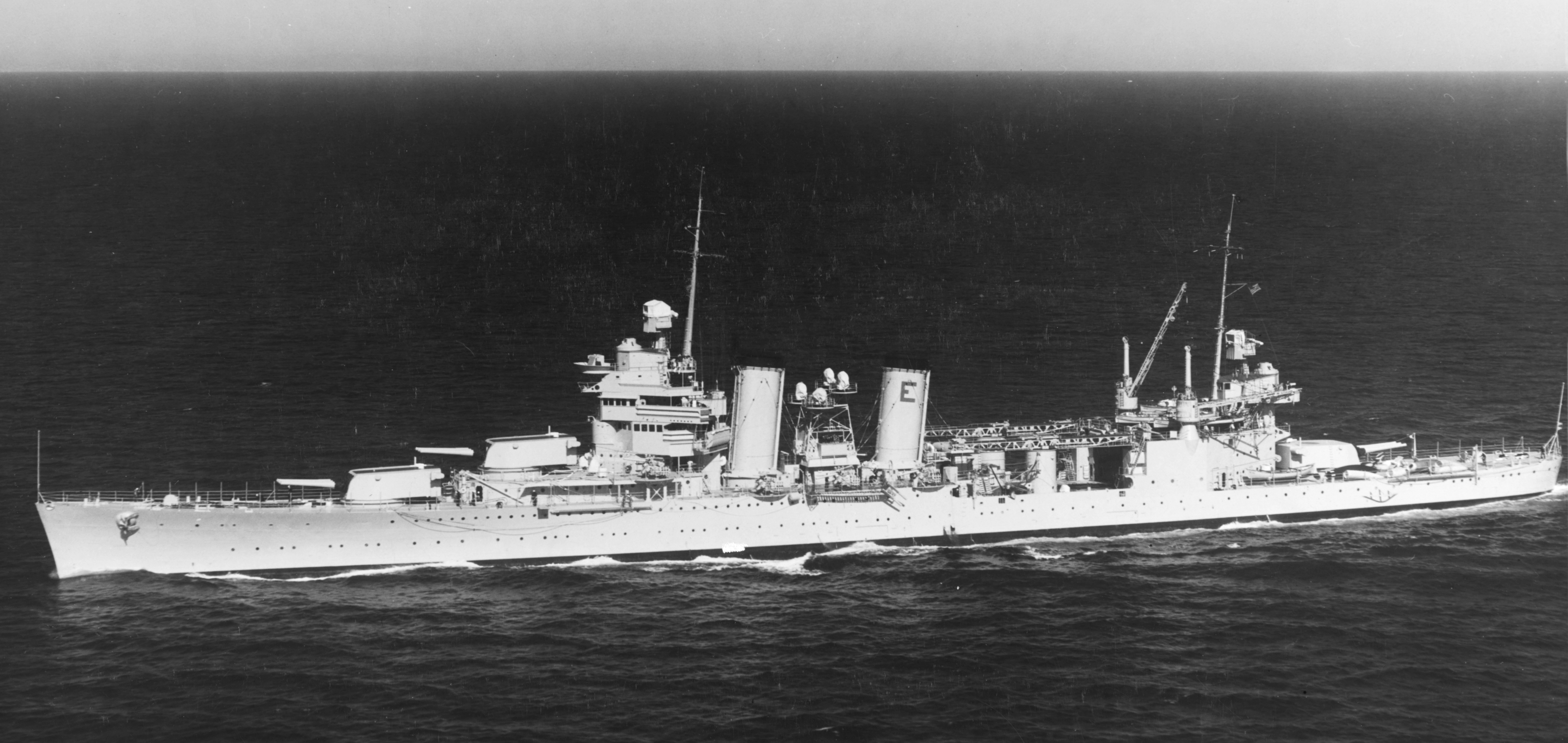
USS „Minneapolis” (CA-36), flagowy krążownik kadm. Wrighta

W rezultacie okręty Wrighta opuściły Espiritu Santo o 11:30 wieczorem 29 listopada, 30 minut przed opuszczeniem wysp Shorland przez niszczyciele Tanaki. Dowodzona przez Raizō Tanakę 2. eskadra niszczycieli poruszała się kursem minimalizującym ryzyko wykrycia przez amerykańskie samoloty rozpoznawcze, jednak o godzinie 9:30 aliancki samolot wykrył japoński zespół i śledził go przez około godzinę. Z niewiadomych do dziś przyczyn amerykańskie dowództwo nigdy jednak nie otrzymało jego meldunku. Japoński zespół został jednak dostrzeżony przez strażnika wybrzeża Paula Masona, a jego meldunek przekazany na mostek adm. Wrighta na pokładzie krążownika USS „Minneapolis” (CA-36). Wieczorem tego samego dnia TF67 napotkał mały amerykański konwój złożony z trzech transportowców i trzech niszczycieli. Rozkazem adm. Halseya dwa okręty z tego konwoju, niszczyciele USS „Lamson” (DD-367) i „Lardner” (DD-487), przyłączyły się do TF67. Wright nie miał jednak możliwości zaznajomić dowódców nowych jednostek z planem operacji, toteż umieścił je na końcu Task Force 67 za „Northamptonem”, zwiększając liczbę swoich niszczycieli do sześciu.

## Opóźnienie ataku

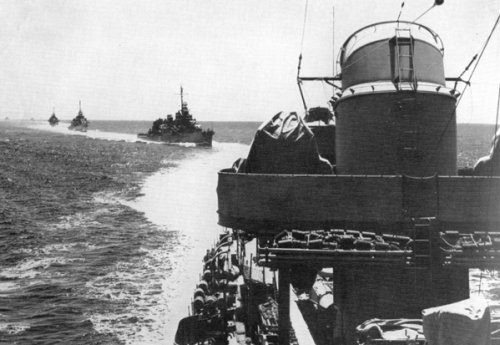
Task Force 67 w przeddzień bitwy pod Tassafarongą w drodze ku Savo. Zdjęcie wykonane z „Fletchera”, w głębi Drayton, „Maury” i „Perkins”

O godzinie 21:40 japońska 2. eskadra niszczycieli, która w tej operacji została oznaczona jako jednostka wzmacniająca, weszła w cieśninę Indispensable i znalazła się w pobliżu wyspy Savo, podczas gdy dowodzony przez adm. Wrighta Task Force 67 wszedł we wschodnie wejście kanału Lengo. O 22:40 okręty Tanaki przechodziły na południe od Savo, z główną kolumną zaopatrzeniową około 3 mil od brzegu Guadalcanalu, podczas gdy pełniący przednią straż „Takanami” oddalony był o dodatkową połowę tego dystansu od brzegu. Obserwatorzy na japońskich okrętach dostrzegli światła w pobliżu Savo, które w rzeczywistości były należącymi do amerykańskiego zespołu czterema samolotami rozpoznawczymi, katapultowanymi z okrętów zbliżającego się TF67.

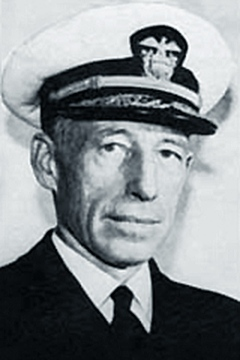
Kadm. Carleton Wright

Tymczasem o godzinie 22:45 zespół okrętów Wrighta wyszedł z kanału Lengo i z prędkością 20 węzłów kursem 320° przybył w wody na północ od przylądka Tassafaronga, podczas gdy z północy weszły w nie okręty Tanaki. Wiodący amerykańską kolumnę USS „Fletcher” (DD-445) celem rozpoznania znajdował się wówczas nieco odsunięty od niej w kierunku Guadalcanalu, gdy o 23:06 radary SG zarówno na „Fletcherze” jak i na flagowym krążowniku USS „Minneapolis” (CA-36) uchwyciły wyraźne echa radarowe w odległości 21 000 metrów. Z rozkazu Wrighta amerykańskie okręty zacieśniły szyk w jedną kolumnę, podczas gdy początkowe dwa echa radarowe zmieniły się w 7–8 odbić. Wpływająca w akwen z prędkością blisko 30 węzłów japońska kolumna przygotowywała się właśnie do zrzucenia beczek z zaopatrzeniem do wody, gdy znalazła się w optymalnej pozycji do amerykańskiego strzału torpedowego z uwzględnieniem wyprzedzenia. O 23:15 dowódca „Fletchera” przekazał przez radio prośbę do kadm. Wrighta o zgodę na rozpoczęcie ataku torpedowego przy dzielącej jednak w tym momencie oba zespoły odległości 6400 metrów. Natychmiastowo uzyskał odpowiedź odmowną z uzasadnieniem o zbyt dużej odległości do przeciwnika. W rzeczywistości okręty japońskie znajdowały się w doskonałej pozycji do strzału w ich kierunku. Uwzględniając bowiem odległość i prędkość japońskich jednostek oraz czas niezbędny dla biegu torped, znalazłyby się dokładnie w zaplanowanym przez amerykańskich torpedystów miejscu spotkania z torpedami. Tymczasem przy braku rozkazu ataku ze strony Wrighta upływały kolejne minuty i gdy po kolejnych czterech minutach Wright wydał rozkaz otwarcia ognia, ekrany amerykańskich radarów wskazywały, że japońskie okręty niemal minęły już równolegle zespół amerykański. W rezultacie wystrzelone w ich kierunku z trzech niszczycieli 15 torped Mark XV musiało podążać za nimi.
O 23:20 „Fletcher” jako pierwszy wystrzelił w dwóch salwach swoje torpedy, „Perkins” wystrzelił następnie wachlarzem osiem swoich Mark XV, niewyposażony zaś w radar SG „Maury” nie dysponował danymi o celu, wstrzymał wobec tego swój atak. Podobnie z braku informacji o celach „Drayton” wystrzelił jedynie dwa pociski podwodne w kierunku, gdzie – jak sądził – mogą znajdować się okręty przeciwnika

## Amerykański atak artyleryjski

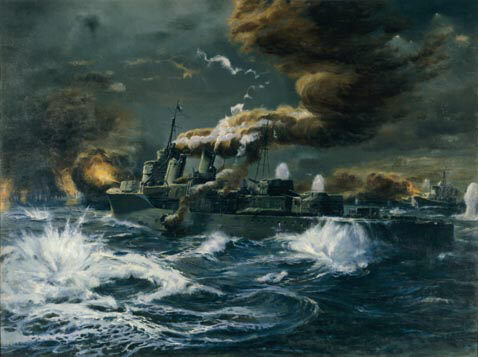
Japoński niszczyciel „Takanami” podczas nocnej bitwy pod Lunga, jak określana jest bitwa pod Tassafarongą w Japonii (obraz olejny na płótnie z 1943 roku)

Natychmiast gdy dowodzący niszczycielami William Cole zameldował o wystrzeleniu torped, kadm. Wright wydał rozkaz otwarcia ognia artyleryjskiego. Pierwsze odpowiedziały niszczyciele, wystrzeliwując pociski oświetlające, zaraz zaś potem ostre pociski artyleryjskie ze swoich dział uniwersalnych 127 mm, po czym celem ustąpienia pola krążownikom zaczęły wychodzić z walki, okrążając wyspę Savo od północnego zachodu. O 23:21 „Minneapolis” oddał swoją pierwszą salwę z najcięższych dział kalibru 203 mm, o 23:25 wszystkie krążowniki Wrighta miały już zaangażowaną swoją artylerię główną, z artylerią pomocniczą usiłującą oświetlić cele. W rzeczywistości ogień wszystkich amerykańskich krążowników skoncentrował się na najbliższej japońskiej jednostce, pełniącym straż przednią „Takanami”. Amerykańskie pociski obramowały początkowo japoński niszczyciel, który odpowiedział ogniem, wkrótce jednak amerykański układ kontroli ognia dział 203 mm L/55 Mark 9 zdołał skupić pociski w celu. „Takanami” zdołał wprawdzie wystrzelić torpedy, w ciągu jednak czterech minut okręt został całkowicie rozbity i płonął. Tymczasem pozostałe okręty japońskiego zespołu niepostrzeżenie przepłynęły w mroku po sterburcie „Takanami”. Ich przebłyski zostały wprawdzie dostrzeżone przez ostatniego w amerykańskiej kolumnie „Lardnera”, jednak pięć pocisków wystrzelonych przez amerykański niszczyciel w ich kierunku nie wyrządziło im żadnej szkody.

## Japoński kontratak
Wkrótce po przybyciu w rejon zaplanowanego zrzutu beczek niszczyciele Tanaki zmniejszyły prędkość do 12 węzłów, a o 23:12 obserwatorzy na ich pokładach uzyskali pierwsze znaki świadczące o obecności w pobliżu nieprzyjacielskich okrętów. O 23:16 Tanaka nakazał wstrzymanie przygotowań do zrzutu i rozkazał wszystkim swoim jednostkom przystąpienie do natychmiastowego ataku.
. O godzinie 23:22 „Naganami” otworzył ogień artyleryjski w kierunku amerykańskich jednostek, minutę zaś później zaczął stawiać zasłonę dymną. W tym samym czasie „Suzukaze” wystrzelił osiem torped wz. 93, celując w rozbłyski z amerykańskich dział. Dowodzący 15. dywizjonem niszczycieli kmdr Torajiro Sato wbrew instynktowi nie zwiększył prędkości swojej I grupy transportowej, lecz ze średnią szybkością skierował cztery swoje niszczyciele w kierunku brzegu, pozwalając amerykańskim krążownikom minąć je w przeciwnym kierunku. Wstrzymując się od otwierania ognia artyleryjskiego, z niewielkim – skutkiem małej prędkości – śladem torowym niszczyciele Sato przepłynęły między gejzerami wywoływanymi upadkiem amerykańskich pocisków a brzegiem Guadalcanalu, dostrzeżone jedynie przez „Lardnera” oraz kilka wodnosamolotów w powietrzu.
Gdy I grupa transportowa znalazła się na południowy wschód od centrum bitwy wokół „Takanami”, Sato zmienił kurs swoich okrętów, kierując je w kierunku amerykańskiej kolumny. O 23:28 „Kuroshio” wystrzelił dwie „Długie Lance”, minutę później zaś „Oyashio” wszystkie osiem swoich torped kalibru 610 mm. Po wystrzeleniu następnie przez „Kuroshio” dwóch kolejnych torped Sato ponownie zmienił kurs i zwiększył prędkość. Znajdujący się już w tym czasie daleko na północny zachód flagowy „Naganami” o 23:32 wystrzelił osiem torped, minutę później swoje wyrzutnie opróżnił „Kawakaze” z 24. dywizjonu. Pod osłoną zasłony dymnej „Naganami” zaczął wracać do formacji, wchodząc między „Kawakaze” i „Suzukaze”. W ten sposób w ciągu 10 minut między 23:23 a 23:33 sześć niszczycieli Tanaki wystrzeliło 44 „Długie Lance”.

## Amerykańskie krążowniki

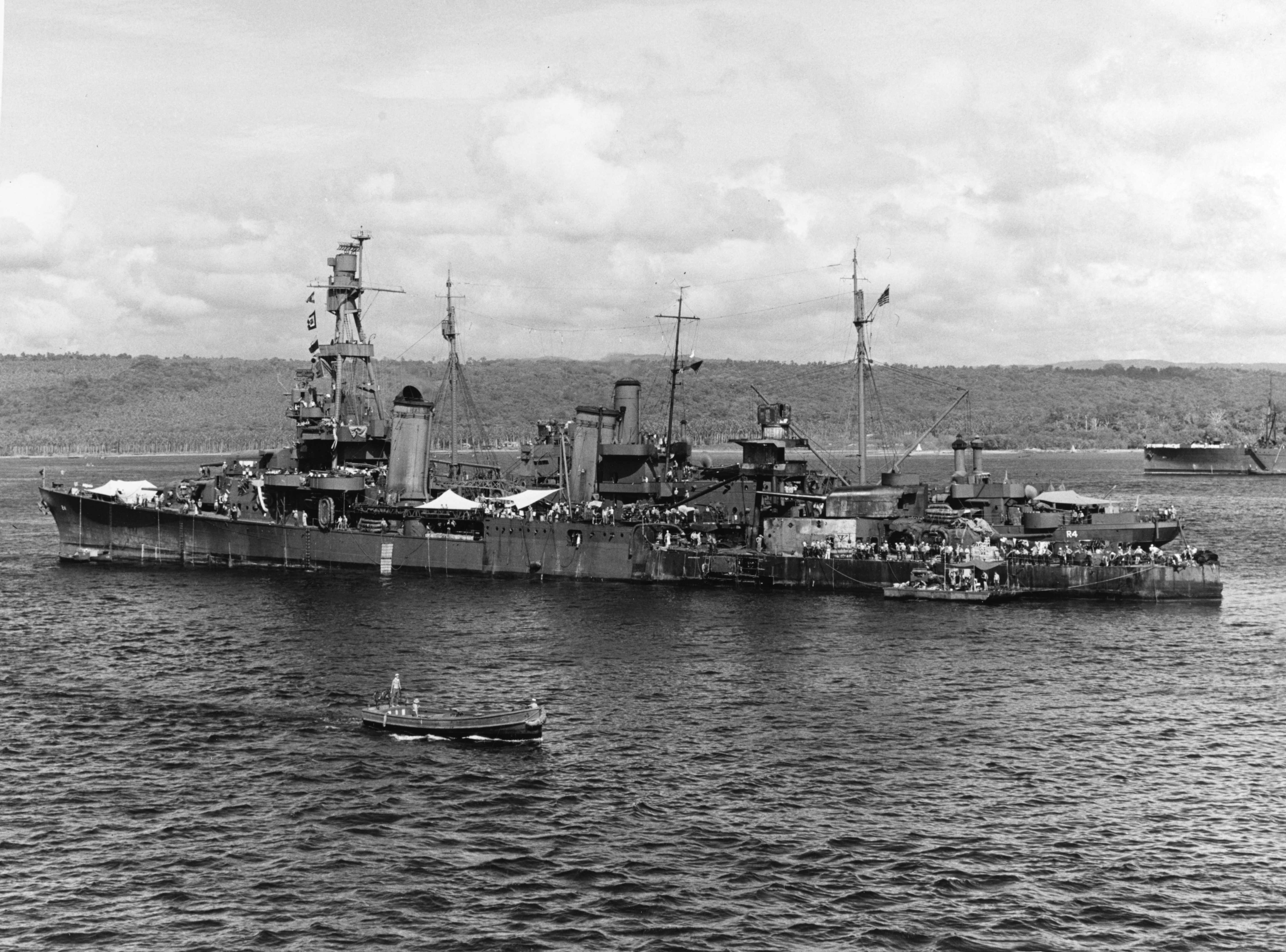
„Pensacola” z ciężko uszkodzoną tylną częścią okrętu za głównym masztem

O godzinie 23:27 USS „Minneapolis” wstrzymał ogień z artylerii głównej, kadm. Wright rozpoczął bowiem nadawanie do rozkazu zwrotu do pozostałych okrętów, w odległości bowiem 5500 metrów dostrzeżono trzy wrogie okręty. Zanim jednak jego jednostki wykonały zwrot, w odstępie kilku sekund „Minneapolis” został trafiony dwoma torpedami, wystrzelonymi prawdopodobnie z „Suzukaze” bądź „Takanami”. Pierwsza z nich trafiła w dziób okrętu, zapalając zbiorniki benzyny lotniczej, druga zaś w przedniej części śródokręcia, gdzie zalana została kotłownia jednostki. Oba trafienia zabiły wielu ludzi wewnątrz okrętu, rzucanych o grodzie wdzierającą się wodą i spalonych płonącym paliwem lotniczym.

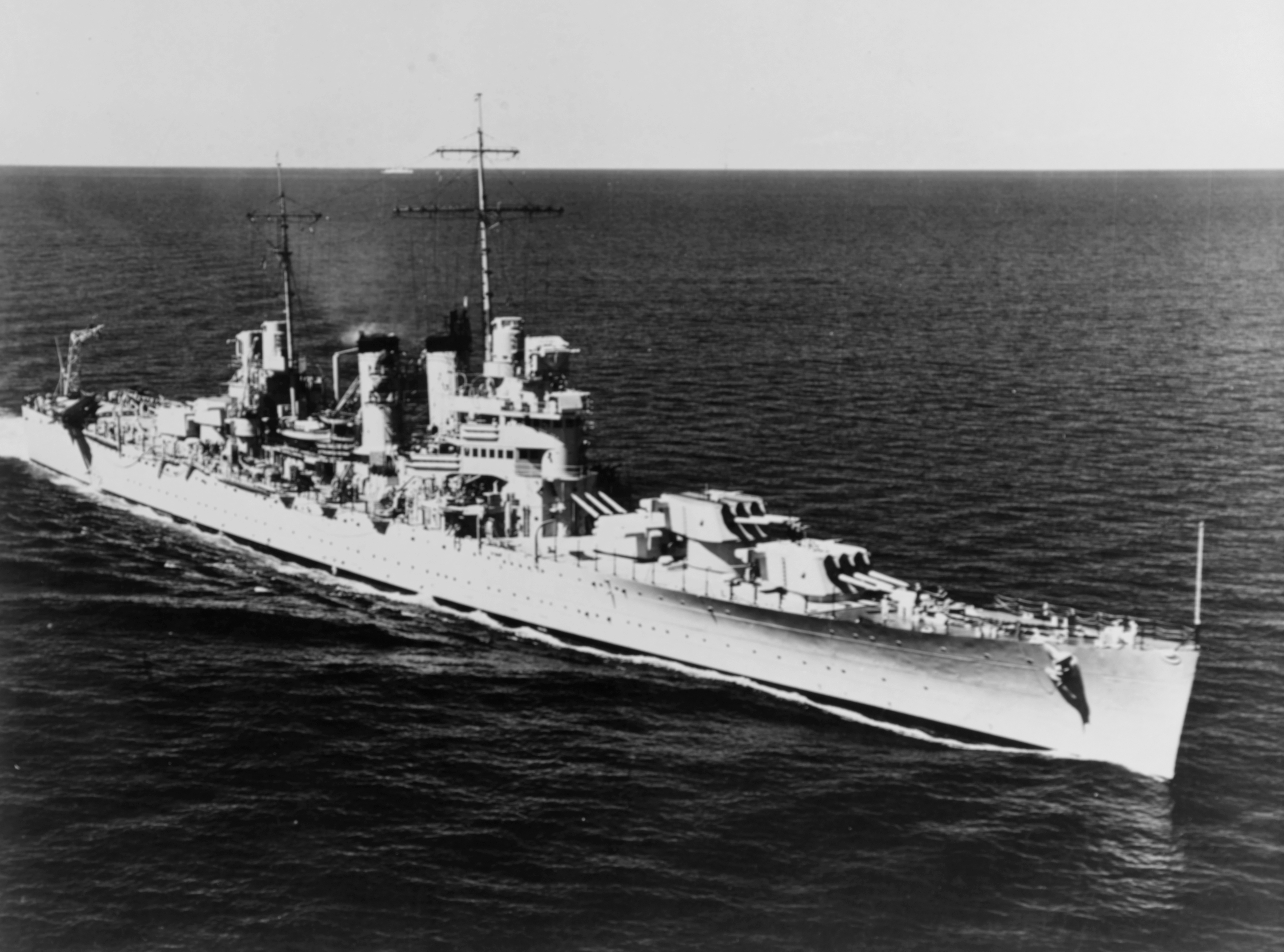
Krążownik lekki USS „Honolulu” (CL-48)

Niemal w tym samym momencie, jako drugi, w dziobową część bakburty trafiony został „New Orleans” – skutkiem eksplozji 500-kilogramowej głowicy torpedy wz. 93 detonował magazyn amunicji, urywając znaczną część dziobu okrętu i zabijając całą obsadę wieży nr 2. Następne trafienie otrzymała „Pensacola”, której zbiorniki paliwa zostały zapalone przez eksplozję. Gdy znajdujący się w tej chwili na mostku zastępca dowódcy okrętu dostrzegł trafienia dwóch poprzedników, nie wykonał ostrego zwrotu celem maksymalnego zmniejszenia profilu swojego okrętu wobec potencjalnie nadpływających kolejnych torped, lecz jedynie niewielki zwrot na bakburtę celem ominięcia płonącego „New Orleans” – wychodząc z założenia, że rola dwóch poprzedzających „Pensacolę” okrętów w bitwie właśnie się skończyła. W ten sposób wszedł swoją jednostką wprost w tor kursu nadpływających kolejnych torped. Głowica „Długiej Lancy” eksplodowała za głównym masztem, odcinając zasilanie, system komunikacyjny i system kontroli okrętu na mostku. Znacznie jednak poważniejsze zniszczenia zostały spowodowane w tylnej części okrętu, gdzie w płonącym paliwie zginęła cała obsada maszynowni, wyrwany został lewy wał napędowy, cały zaś okręt nabrał 13-stopniowego przechyłu.
Dowódca lekkiego krążownika USS „Honolulu” (CL-48) jako jedyny z dowódców płynących za „Minneapolis” krążowników zachował się racjonalnie i przewidując po trafieniu okrętu flagowego kolejne torpedy w wodzie, zwiększając prędkość do 30 węzłów, wykonał ostry zwrot swoim okrętem na sterburtę – zmniejszając w ten sposób profil swojej jednostki, która jako jedyna z krążowników uniknęła tym sposobem trafienia. „Honolulu” wciąż jednak prowadził w tym czasie ogień artyleryjski ze swoich dział 152 i 127 mm do widzianej wówczas niewyraźnej obcej sylwetki. Na „Honolulu” znajdował się wówczas także adm. Tisdale, któremu kadm. Wright przekazał wówczas dowodzenie TF67. Tisdale natychmiast rozkazał niszczycielom swojego zespołu udzielenie wsparcia uszkodzonym krążownikom, dowodzącemu zaś „Honolulu” kmdr. por. Robertowi Haylerowi nakazał szybki rejs dookoła wyspy Savo celem poszukiwania nieprzyjacielskich jednostek. Radar krążownika szybko uchwycił cztery jednostki na zachód od Savo. Okazało się jednak, że są to dowodzone przez Williama Cole'a amerykańskie niszczyciele, które ze swojej strony wykryły na radarach japońskie niszczyciele i z bardzo dużej odległości bez rezultatu wystrzeliły w ich kierunku kilka torped.

### Northampton
USS „Northampton” (CA-26) – były okręt flagowy admirała Raymonda Spruance'a, krążownik eskorty najpierw USS „Enterprise” (CV-6), a następnie USS „Hornet” (CV-8), który towarzyszył im we wszystkich rajdach pierwszej połowy 1942 roku (m.in. w rajdzie na wyspy Marschala i w rajdzie na Tokio), a następnie bronił i holował uszkodzonego „Horneta” pod Santa Cruz przed jego zatopieniem, był ostatnim krążownikiem w szyku bojowym.
Pod Tassafarongą ogień z 203-milimetrowych dział „Northamptona” przyczynił się do zniszczenia „Takanami”, gdy zaś japońskie torpedy trafiły trzy poprzedzające go ciężkie krążowniki, podobnie jak „Honolulu” „Northampton” skręcił na sterburtę. Jako jednak jeden z pierwszych amerykańskich krążowników traktatowych nie był wyposażony w system kontroli ognia zdolny do uwzględniania gwałtownych zmian kursu, toteż w przeciwieństwie do lekkiego krążownika wkrótce powrócił do poprzedniego kursu. Dowodzący okrętem kmdr Willard Kitts nie zwiększył też prędkości swojej jednostki. Pierwszy okręt swojego typu płynął więc wkrótce równolegle względem linii wyznaczonej przez trzy płonące krążowniki po stronie ich sterburty. O 23:48 obserwatorzy na mostku okrętu dostrzegli dwie torpedy po lewej stronie dziobu. Pierwsza z wystrzelonych przez „Kawakaze” bądź „Oyashio” torped uderzyła 3 metry poniżej linii wodnej tuż przy tylnej maszynowni. Cztery sekundy później „Northamptona” trafiła druga – płynąca niemal na powierzchni – torpeda, która eksplodowała 12 metrów bliżej rufy. Eksplozja jej głowicy wywołała wielki pożar, który ogarnął cały okręt. Tylna maszynownia została zalana. Trzy z czterech wałów okrętu zostały unieruchomione, „Northampton” nabrał 10-stopniowego przechyłu, a wciąż pracująca ostatnia śruba kierowała go w kierunku północno-wschodnim. Sytuacja na okręcie okazała się niemożliwa do opanowania, toteż dowódca jednostki wydał rozkaz opuszczenia jej przez załogę. Okręt zatonął o 03:04 rano.

## Zakończenie operacji
Cztery minuty przed trafieniem „Northamptona” adm. Tanaka rozkazał swoim okrętom wyjść z walki, gdy zaś „Takanami” nie odpowiadał na wezwania radiowe, 25 minut po północy polecił niszczycielom „Oyashio” i „Kuroshio” udzielić mu pomocy. Ciężko uszkodzony japoński niszczyciel został odnaleziony o 01:00, jednak obecność amerykańskich niszczycieli w rejonie spowodowała że kmdr por. Sato podjął decyzję o przerwaniu operacji ratunkowej. Około 01:30 okręt został opuszczony przez około 100 ocalałych członków załogi, jednak wielka eksplozja okrętu oraz rozlane w morzu płonące paliwo zabiły wielu japońskich marynarzy w wodzie. „Takanami” zatonął o 01:37 wraz z dowództwem okrętu, zaś z jego liczącej 244 osoby załogi jedynie 33 zdołały dotrzeć do brzegu Guadalcanalu.
Tanaka podjął jednak również decyzję o rezygnacji z dokończenia zrzutu zaopatrzenia dla japońskich wojsk na Guadalcanalu, kierując się prawdopodobnie obawą przed narażeniem swoich okrętów na ataki lotnicze z nastaniem dnia. Jeszcze bardziej zaostrzyło to ciężką sytuację Japończyków na wyspie i wywołało to daleko idące niezadowolenie japońskich dowódców w Rabaul i Truk, którzy zmusili go do ponowienia prób dostawy w następnych dniach.

## Podsumowanie
Uszkodzone amerykańskie krążowniki przy pomocy niszczycieli ocalały i wycofały się do Tulagi, gdzie siłami ich załóg dokonano wstępnych prowizorycznych napraw, jednak „Minneapolis”, „New Orleans” i „Pensacola” zostały wyłączone z walki na niemal rok.
Ostatnia bitwa morska kampanii na Salomonach po raz kolejny potwierdziła, że flota japońska przewyższa amerykańską w walce nocnej, zaś doskonale wyszkolone w walce nocnej japońskie załogi w pełni wykorzystały jakość niemającej w tym czasie równej sobie torpedy wz. 93 do osiągnięcia ogromnego sukcesu bojowego. Na jedynym utraconym okręcie zginęło 211 członków japońskiej załogi, 26 japońskich marynarzy zostało pojmanych do niewoli, a jedynie 33 dotarło do brzegu i przeżyło. Po stronie amerykańskiej United States Navy bezpowrotnie utraciła jeden krążownik, na którym życie straciło 50 członków załogi. „New Orleans” stracił 183 marynarzy i powrócił do służby po dziewięciu miesiącach. Na „Minneapolis” zginęło 37 ludzi, zaś okręt był wyłączony ze służby przez 10 miesięcy, z załogi „Pensacoli” zginęło 125 marynarzy, sam okręt natomiast był remontowany przez ponad rok.

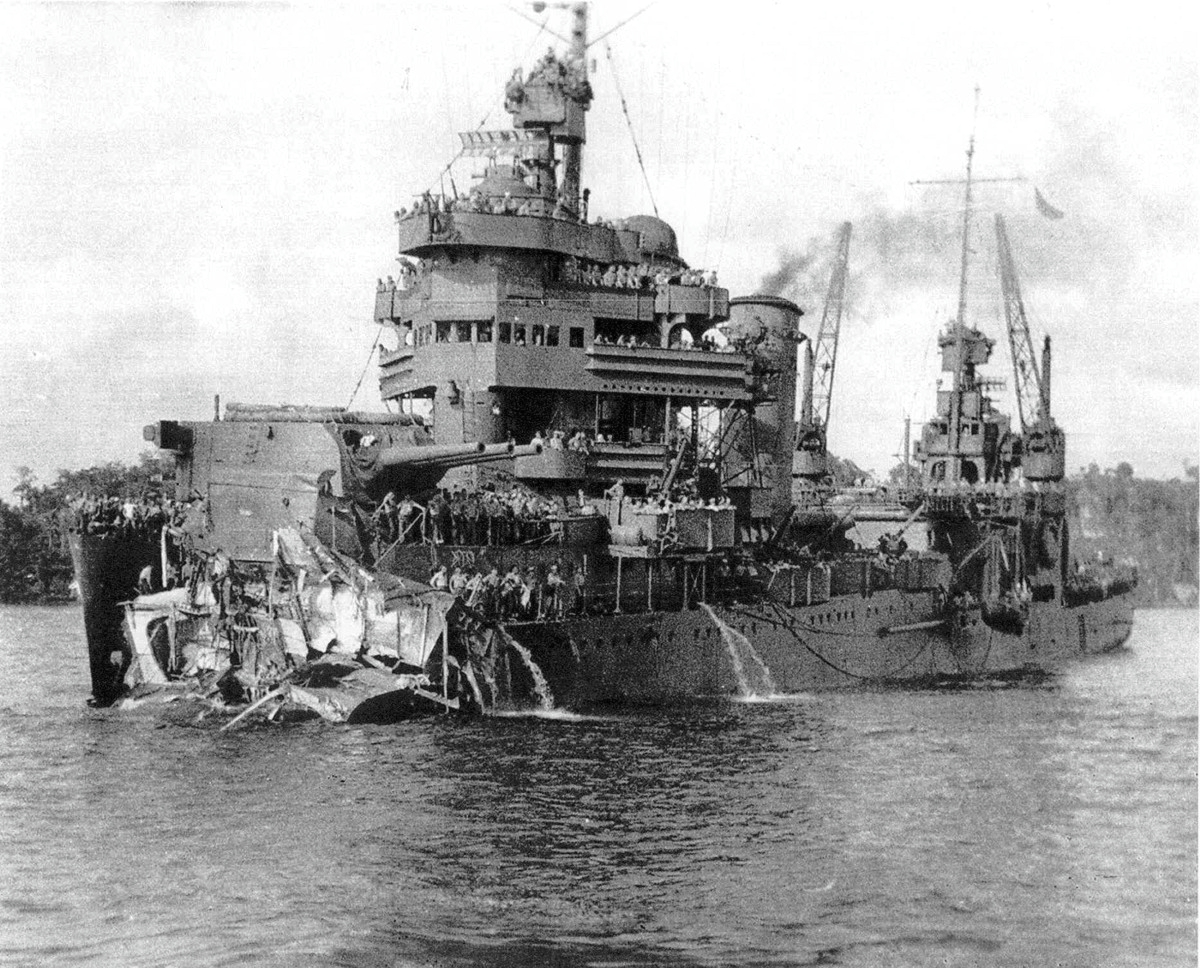
USS „New Orleans” (CA-32) ze zniszczonym eksplozją dziobem

Kadm. Wright zarekomendował odznaczenie krzyżami Navy Cross wszystkich pięciu dowódców krążowników, zgłaszając w swoim raporcie pobitewnym zatopienie przez Task Force 67 „dwóch lekkich krążowników i siedmiu niszczycieli”. Wyróżnił też w nim dowódcę „Northamptona” za sprawną ewakuację załogi. Jednocześnie adm Halsey obciążył dowódców niszczycieli odpowiedzialnością za wystrzelenie torped ze zbyt dużego dystansu i odejście dookoła Savo zamiast udzielenia pomocy krążownikom. Tymczasem Tanaka, mimo zwycięstwa, spotkał się po japońskiej stronie z dużą krytyką z powodu niewykorzystania go i rezygnacji z dostarczenia zaopatrzenia na Guadalcanal. Poddano także krytyce przyjętą przez niego taktykę, z poświęceniem „Takanami”, według zaś wielu opinii największą zasługę w zwycięstwie należy przypisać doskonałemu kierowaniu swoją grupą niszczycieli przez kmdra Torajiro Sato.
Mimo przystąpienia z dużą przewagą do bitwy Task Force 67 poniósł miażdżącą porażkę. Znacznie słabsze ugrupowanie japońskie, obciążona ładunkiem i częściowo zaskoczona eskadra niszczycieli, rozbiło znacznie silniejszą grupę amerykańskich krążowników i niszczycieli. U źródeł klęski leżało opóźnienie decyzji o otwarciu ognia przez kadm. Wrighta oraz niedocenienie przez amerykańskich dowódców jakości japońskich torped typu 93. Opóźnienie rozkazu ataku przez Wrighta zepsuło w rzeczywistości atak niszczycieli, a utrzymywanie stałego kursu uczyniło amerykańskie okręty doskonałymi celami dla „Długich Lanc”, nie bez powodu uważanych za najlepsze torpedy II wojny światowej. Dla amerykańskiej marynarki przegrana pod Tassafarongą była największą porażką w historii, po klęskach w Pearl Harbor i pod Savo. Dla samego Wrighta zaś, który budował swoją karierę przez 30 lat, nieco ponad 40 minut bitwy – od pierwszego kontaktu radarowego do uderzenia ostatniej japońskiej torpedy – oznaczało nie tylko porażkę, lecz także upokorzenie. W rzeczywistości żaden z amerykańskich krążowników ciężkich mógł nie przetrwać bitwy, gdyby japońskie niszczyciele dysponowały swoim pełnym ładunkiem torped zamiast beczek z zaopatrzeniem.
Bezsporne jest jednak, że mimo klęski w bitwie dowodzona przez Wrighta grupa okrętów osiągnęła podstawowy cel wyznaczony jej przez admirała Williama Halseya – niedopuszczenie do zaopatrzenia przez eskadrę Tanaki jednostek 17. Armii na Guadalcanalu. W rezultacie bitwy pod Tassafarongą adm. Halsey podjął decyzję o zaprzestaniu używania niszczycieli i krążowników do zwalczania japońskich transportów na Guadalcanal. Od tej pory do końca kampanii rolę tę pełniły jedynie operujące z Tulagi kutry torpedowe PT. Paradoksalnie też, przy niepowodzeniu w dostarczeniu zaopatrzenia na Guadalcanal, japońskie zwycięstwo było kolejnym z serii argumentów w dojrzewającej japońskiej decyzji o wycofaniu się z wyspy.